# Sten-Erik Iir
Sten-Erik Iir (* 15. September 2007) ist ein estnischer Leichtathlet, der sich auf den Diskuswurf spezialisiert hat.

## Sportliche Karriere
Erste internationale Erfahrungen sammelte Sten-Erik Iir im Jahr 2024, als er bei den U18-Europameisterschaften in Banská Bystrica mit einer Weite von 55,51 m mit dem 1,5-kg-Diskus den siebten Platz belegte. Im Jahr darauf belegte er bei den U20-Europameisterschaften in Tampere mit 57,36 m den achten Platz mit dem 1,75-kg-Diskus.
2025 wurde Iir estnischer Meister im Diskuswurf.